# Marie Duží
Marie Duží (* 11. října 1948 v Ostravě) se zabývá logikou, logickou analýzou přirozeného jazyka a konceptuálním modelováním.

## Život
Marie Duží se narodila 11. října 1948 v Ostravě. Po maturitě na gymnáziu v Opavě (tehdy SVVŠ) vystudovala v letech 1966–1971 odbornou matematiku na Přírodovědecké fakultě MU (tehdy UJEP) v Brně. Poté pracovala až do roku 1985 na Ústavu výpočetní techniky v Ostravě jako programátorka-analytička. V r. 1982 získala na MU titul RNDr. v oboru teoretická kybernetika, matematická informatika a teorie systémů. V letech 1982–1985 absolvovala na VUT v Brně postgraduální studium v oboru teorie databází a zpracování dat.
Od r. 1985 pracovala v ČKD Tatra Praha jako databázová administrátorka. V r. 1990 se stala odbornou asistentkou na Ústavu výpočetní techniky UK v Praze, v l. 1992–1994 působila jako odborná asistentka na ČVUT Praha, poté v l. 1994–1996 jako analytička v Exact Holding B.V., s. r. o., Delft, a v l. 1996–2001 jako odborná asistentka na Slezské univerzitě v Opavě.
Od r. 2001 pracuje na Katedře informatiky VŠB – Technické univerzity v Ostravě, jako externí docentka působí na Fakultě informatiky MU v Brně a na Katedře logiky FF UK v Praze.
V r. 1992 obdržela na FÚ AV ČR titul CSc. v oboru logika, v r. 2002 titul docent v oboru informatika na VŠB – Technické univerzitě v Ostravě, kde také v r. 2015 úspěšně prošla profesorským řízením.
V prvním období své činnosti (1971–1989) se převážně věnovala analýze, návrhu a implementaci informačních systémů pro řízení výroby ve stavebnictví, později ve strojírenství. Již tehdy se zajímala o logiku, ale k vlastní vědecké činnosti a publikování se dostala až po r. 1989. Především ji zaujala transparentní intenzionální logika (TIL) Pavla Tichého, kterou aplikovala v praxi. Zapojila se do skupiny vyvíjející databázový model HIT, který byl po teoretické stránce založen právě na TIL. Od r. 1990 až dosud se věnuje hlavně rozvoji a aplikacím TIL.
V roce 2008 obdržela cenu rektora VŠB-TU Ostrava za přínos k rozvoji vědy a výzkumu na univerzitě. V roce 2011 FÚ AV ČR udělil M. Duží, B. Jespersenovi a P. Maternovi za knihu Procedural Semantics for Hyperintensional Logic, Foundations and Applications of Transparent Intensional Logic cenu Za vynikající vědecký výsledek.

## Dílo
- DUŽÍ, Marie. Logika a sémantika dat. Praha: [s.n.], 1992. 17 s.
- MATERNA, Pavel a DUŽÍ, Marie. Studies in Logic and Philosophy = Studie z logiky a filosofie, Rules of Existential Quantification into Intensional Context: Belief Sentences. [Praha]: Filosofický ústav Akademie věd České republiky, [1996]. 19 stran v různém stránkování.
- DUŽÍ, Marie. Konceptuální modelování: datový model HIT. Vyd. 1. V Opavě: Slezská univerzita, 2000. 98 s. Skripta. ISBN 80-7248-062-6.
- KIYOKI, Yasushi, ed., KANGASSALO, Hannu, ed. a DUŽÍ, Marie, ed. EJC 2006: proceedings of the 16th European - Japanese conference on Information modeling and knowledge bases: May 29th - June 2nd, 2006, Trojanovice, Czech Republic. 1st ed. Ostrava: VŠB - Technical University of Ostrava, Department of Computer Science, 2006. 313 s. ISBN 80-248-1023-9.
- DUŽÍ, Marie, JESPERSEN, Bjørn a MATERNA, Pavel. Procedural semantics for hyperintensional logic: foundations and applications of transparent intensional logic. Dordrecht: Springer, c2010. xiii, 552 s. Logic, epistemology, and the unity of science; v. 17. ISBN 978-90-481-8811-6.
- DUŽÍ, Marie. Logika pro informatiky (a příbuzné obory): učební text. 1. vyd. Ostrava: VŠB-TU Ostrava, 2012. 179 s. ISBN 978-80-248-2662-2.
- DUŽÍ, Marie a MATERNA, Pavel. TIL jako procedurální logika: průvodce zvídavého čtenáře transparentní intensionální logikou. Bratislava: Aleph, 2012. 412 s. Noema: edice časopisu Organon F; 7. sv. ISBN 978-80-89491-08-7.